# Бетмен: Ноель
«Бетмен: Ноель» (англ. Batman: Noël) — оригінальний графічний роман, написаний і проілюстрований Чі Бермехо, який раніше робив ілюстрації для Джокера. Він заснований на класичному романі Чарльза Діккенса «Різдвяна пісня в прозі» і охоплює героїв Діккенса і міфів Бетмена. Як і Джокер, історія розповідається одним з поплічників Клоуна Принца.

## Синопсис
У той час як Темний лицар переслідує свого найзапеклішого ворога засніженими вулицями Ґотема, відбувається низка дивовижних подій, здатних змінити його життя… назавжди.

## Критика та відгуки
Роб Паті з «Ain't It Cool News» описав Batman: Noël як «миттєва класика», яка доповнює «кінетичне мистецтво» Бермехо, і його здатність утримувати історію обґрунтованою, та спритно виходячу за межі реальності.
Шон Морріссі з «Outer Realm Comics» був менш вражений, сказавши, що це «хороше читання, але все це завдяки початковому матеріалу» і, що надмірно реалістичне мистецтво руйнує фантазію коміксів.

## В інших медіа

### Відеоігри
- У грі 2013 року «Batman: Arkham Origins» костюм з Бетмена Ноель — це альтернативний наряд, який можна використовувати в режимі «виклик», у багатокористувацькому режимі онлайн і в режимі пригод після закінчення основної історії на звичайному або жорсткому рівні. Костюм також можна придбати у DLC «New Millennium Skin Pack».
- У грі 2015 року «Batman: Arkham Knight», присутній костюм з графічного роману Ноель, який входить до паку безплатного DLC, яке було випущено на Різдво.

## Цікаві факти
- Ця книга була вперше опублікована 2 листопада 2011 року.
- Присвячується бабусі автора (Лі Бермехо[en]) Еліс Б. Флетчер і його дружині Сарі.
- Містить передмову Джима Лі.